# 11400 Raša
(11400) Raša, denumire internațională (11400) Rasa, este un asteroid din centura principală de asteroizi.

## Descriere
11400 Raša este un asteroid din centura principală de asteroizi. A fost descoperit pe 15 ianuarie 1999 la Visnjan de Korado Korlević. Asteroidul prezintă o orbită caracterizată de o semiaxă mare de 2,16 ua, o excentricitate de 0,08 și o înclinație de 0,2° în raport cu ecliptica.